# Hirohisa Fujii

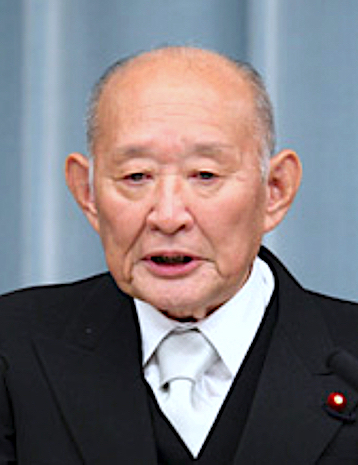
Hirohisa Fujii

Hirohisa Fujii (japanisch 藤井 裕久, Fujii Hirohisa; * 24. Juni 1932 in Tokio, Präfektur Tokio; † 10. Juli 2022) war ein japanischer Politiker der Demokratischen Partei und Abgeordneter im Shūgiin, dem Unterhaus. Er war zweimal Finanzminister seines Landes. Innerparteilich gehörte er zur Ozawa-Gruppe aus ehemaligen Mitgliedern der Liberalen Partei um Ichirō Ozawa.
Nach seinem Studium der Rechtswissenschaft an der Universität Tokio wurde Fujii 1955 Beamter im Finanzministerium. Für die Chefkabinettssekretäre Noboru Takeshita und Susumu Nikadō war er 1971 und 1972 Sekretär im Kabinettssekretariat. 1973 verließ er endgültig das Finanzministerium und wechselte in die Politik.
Bei der Wahl zum Sangiin, dem Oberhaus, 1977 wurde Fujii als Kandidat der Liberaldemokratischen Partei (LDP) im nationalen Wahlkreis mit dem 45. Stimmenanteil erstmals ins Parlament gewählt. 1981 wurde er parlamentarischer Staatssekretär (seimujikan) im Finanzministerium, 1984 Vorsitzender des Finanzausschusses im Sangiin. Bei der Shūgiin-Wahl 1986 kandidierte Fujii im 3. Wahlkreis Kanagawa (4 Mandate), erhielt aber nur den fünfthöchsten Stimmenanteil. Im zweiten Anlauf 1990 gelang ihm mit dem vierthöchsten Stimmenanteil der Einzug ins Shūgiin. Nach der Wahlrechtsreform war Fujii ab 1996 Abgeordneter für den 14. Wahlkreis Kanagawa. 2005 abgewählt, erklärte er zunächst seinen Rückzug aus der Politik, kehrte aber 2007 als Nachrücker im Verhältniswahlblock Süd-Kantō ins Parlament zurück. Dort wurde er 2009 wiedergewählt.
1993 verließ Fujii die LDP und wechselte zur Erneuerungspartei. Während der Anti-LDP-Koalition war er in den Kabinetten Hosokawa und Hata Finanzminister. Nach dem Scheitern der Koalition gehörte er in den 1990er Jahren zur Neuen Fortschrittspartei, zur Liberalen Partei und schließlich ab 2003 zur Demokratischen Partei. Dort war er unter anderem Generalsekretär, „geschäftsführender Vorsitzender“ (daihyō daikō) und zuletzt ab 2007 einer der „Höchsten Berater“ (saikō komon) sowie Vorsitzender des Forschungsrates für Steuerpolitik (zaisei-chōsakai-chō).
2009 wurde Fujii von Premierminister Yukio Hatoyama als Finanzminister in sein Kabinett berufen. Nach Verabschiedung des Haushaltsentwurfes für das Fiskaljahr 2010 im Kabinett, aber vor den im Januar 2010 beginnenden Haushaltsberatungen im Parlament erklärte Fujii die Absicht, aus gesundheitlichen Gründen zurücktreten zu wollen. Um den Haushalt – den bis dahin größten der japanischen Geschichte – rasch verabschieden zu können, bat Premierminister Hatoyama Fujii, weiter im Amt zu bleiben. Am 6. Januar 2010 nahm Hatoyama Fujiis Rücktritt jedoch an. Vizepremier Naoto Kan wurde einen Tag später sein Nachfolger. Ein Jahr später, im Januar 2011, berief ihn Naoto Kan, inzwischen Parteivorsitzender und Premierminister, bei einer Kabinettsumbildung als stellvertretenden Chefkabinettssekretär, im März 2011 dann als Sonderberater des Premierministers. Nach dem Antritt von Kans Nachfolger Yoshihiko Noda als Parteivorsitzender-Premierminister war Fujii einer der „höchsten Berater“ (saikō komon) der Demokratischen Partei.
Bei der Shūgiin-Wahl 2012 kandidierte Fujii nicht mehr und erklärte erneut seinen Rückzug aus der Politik.
Er starb am 10. Juli 2022 im Alter von 90 Jahren.